# Lucio Quinzio Cincinnato (tribuno consolare 438 a.C.)
Lucio Quinzio Cincinnato, in latino Lucius Quinctius Cincinnatus (fl. V secolo a.C.), è stato un politico romano del V secolo a.C. appartenente alla gens Quintia.
Era figlio di Cincinnato e fratello di Cesone Quinzio.

## Primo tribunato consolare
Fu eletto tribuno consolare una prima volta nel 438 a.C. con Mamerco Emilio Mamercino e Lucio Giulio Iullo. Durante il suo tribunato la colonia di Fidene si ribello ai romani, cacciò la guarnigione presente a si alleò con il re di Veio Tolumnio uccidendo poi gli ambasciatori inviati da Roma.

## Guerra contro Fidene
Nel 437 a.C. fu Magister equitum sotto il dittatore Mamerco Emilio Mamercino. Insieme a questo prese parte alla guerra contro Fidene, ed i suoi alleati, quando guidò lo schieramento centrale dei legionari romani opposto ai fidenati; l'esercito romano riportò una grande vittoria che fu celebrata con un trionfo.

## Secondo tribunato consolare
Nel 425 a.C.  fu eletto  tribuno consolare per la seconda volta insieme ad Aulo Sempronio Atratino, Lucio Furio Medullino e Lucio Orazio Barbato.

## Terzo tribunato consolare
Nel 420 a.C. fu eletto tribuno consolare per la terza volta insieme Marco Manlio Vulsone, Lucio Furio Medullino e Aulo Sempronio Atratino.
In quell'anno non ci furono scontri con le popolazioni vicine, ma in città ci furono tensioni per l'elezione dei questori, carica che anche per quell'anno fu ad appannaggio dei Senatori, anche se una nuova legge prevedeva che per quelli di nuova istituzione potessero essere eletti anche i plebei.
Gaio Sempronio Atratino fu portato in giudizio dai tribuni della plebe per la condotta della guerra contro i Volsci del 423 a.C., al termine del quale fu condannato a pagare a pagare una multa di 15.000 assi.